# Руа (О-де-Франс)
Руа (фр. Roye) — коммуна на севере Франции, регион О-де-Франс, департамент Сомма, округ Мондидье, центр одноименного кантона. Расположена в 43 км к юго-востоку от Амьена и в 1 км от автомагистрали А1 «Нор», на равнинах Сантера, у притока Соммы реки Авр.
Население (2018) — 5 709 человек.

## История
В Средневековье Руа являлся историческим центром провинции Сантер, позднее ставшей частью Пикардии. 21 января 1330 года здесь скончалась французская королева Жанна, графиня Артуа и Салена, супруга короля Филиппа V.
До Великой Французской революции в Руа жил и работал землемером революционер и коммунист Гракх Бабёф (1760—1797).

## Достопримечательности
- Церковь Святого Петра XVI века, восстановленная в 30-х годах XX века после разрушения в ходе Первой мировой войны; сочетание архитектурных стилей пламенеющая готика и ар-деко
- Церковь Сен-Жиль (святого Эгидия) XV века
- Средневековые крепостные стены с башней Сен-Лоран
- Здание мэрии 30-х годов XX века, восстановленное по оригинальным чертежам XVIII века

## Экономика
Структура занятости населения:
- сельское хозяйство — 1,2 %
- промышленность — 24,5 %
- строительство — 4,3 %
- торговля, транспорт и сфера услуг — 45,8 %
- государственные и муниципальные службы — 24,2 %

Уровень безработицы (2017) — 21,0 % (Франция в целом — 13,4 %, департамент Сомма — 15,9 %). 

Среднегодовой доход на 1 человека, евро (2018) — 18 100 (Франция в целом — 21 730, департамент Сомма — 20 320).

## Демография
Динамика численности населения, чел.

## Администрация
Пост мэра Руа с 2017 года занимает социалист Паскаль Дельнеф (Pascal Delnef), член Совета департамента Сомма от кантона Руа. На муниципальных выборах 2020 года возглавляемый им левый список победил в 1-м туре, получив 74,41 % голосов.
| Период | Период | Фамилия         | Партия                  | Примечания                                                                     |
| ------ | ------ | --------------- | ----------------------- | ------------------------------------------------------------------------------ |
| 1953   | 1977   | Андре Коэль     | Социалистическая партия | архитектор, член Генерального совета департамента                              |
| 1977   | 2017   | Жак Флёри       | Социалистическая партия | адвокат, член Генерального совета департамента, депутат Национального собрания |
| 2017   |        | Паскаль Дельнеф | Социалистическая партия | директор школы, член Совета департамента                                       |

## Города-побратимы
- Ведемарк, Германия

## Галерея

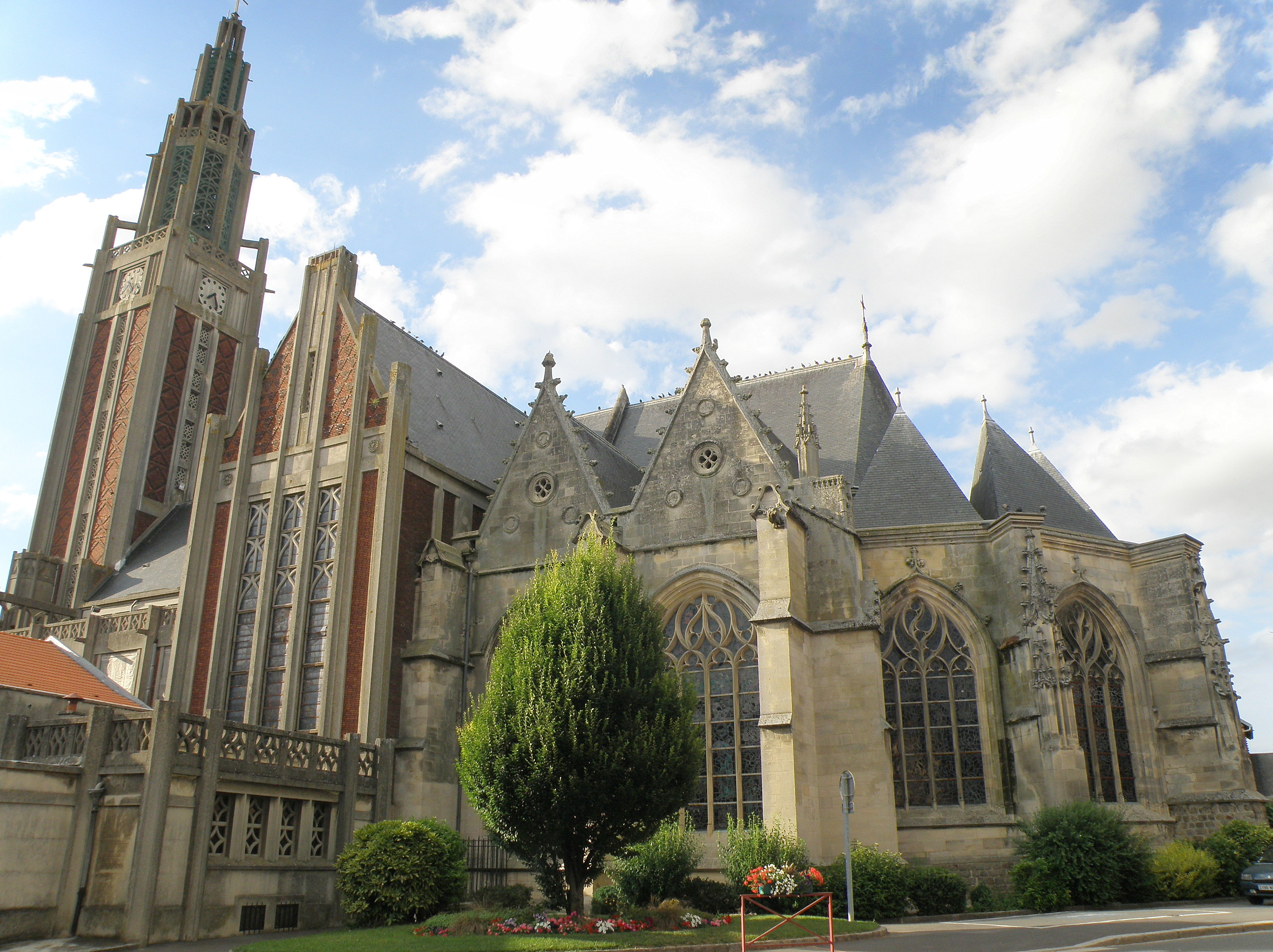
Церковь Святого Петра
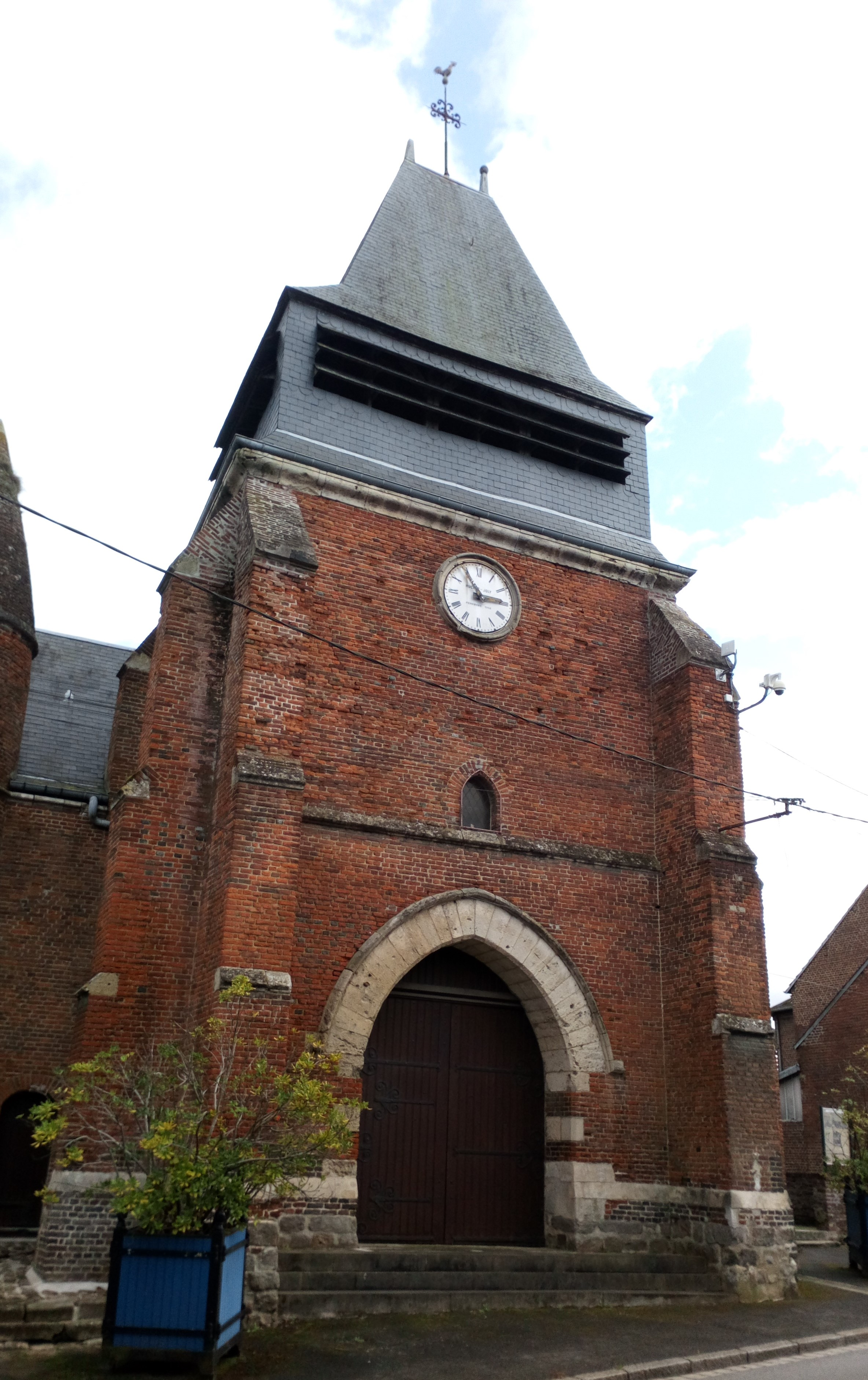
Церковь Святого Эгидия
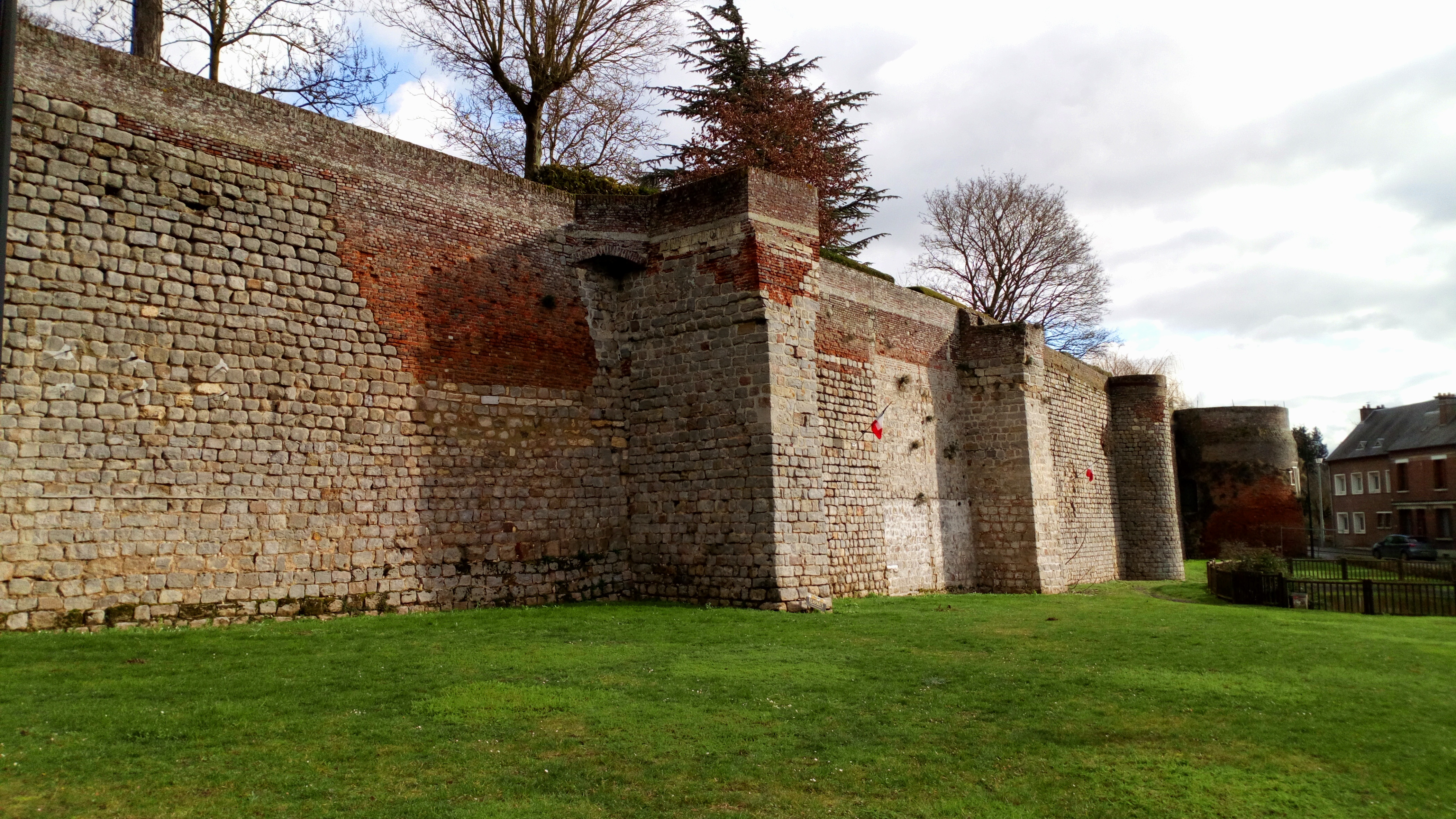
Крепостная стена